# Varennes-lès-Mâcon
Varennes-lès-Mâcon település Franciaországban, Saône-et-Loire megyében. Lakosainak száma 581 fő (2022. január 1.). Varennes-lès-Mâcon Cormoranche-sur-Saône, Grièges, Chaintré, Crêches-sur-Saône, Mâcon és Vinzelles községekkel határos.

## Népesség
A település népessége az elmúlt években az alábbi módon változott:
| Lakosok száma | 542  | 538  | 559  | 548  | 557  | 566  | 569  | 574  | 581  |
|               | 2013 | 2015 | 2016 | 2017 | 2018 | 2019 | 2020 | 2021 | 2022 |